# Poa iridifolia
Poa iridifolia är en gräsart som beskrevs av Lucien Leon Hauman. Poa iridifolia ingår i släktet gröen, och familjen gräs. Inga underarter finns listade i Catalogue of Life.